# 舞井武依
舞井 武依（ぶい ぶい、4月29日 - ）は、日本の漫画家。代表作に『魔王の子供達』、『怪獣王女』など。

## 概要
SF、ファンタジー、ホラーを自己流に換骨奪胎し、意表を突くギミック、ディテールに富んだ世界観、テンションの高いラブコメなどを4ページ程度の狭い誌面に詰め込むスタイルで人気を博す。
『ペンギンクラブ』や『漫画ホットミルク』といった成人向け漫画雑誌の巻末に黒・赤2色刷り4ページで連載されることが多かった。当初はオマケ的存在だったが、オリジナリティの高い作品にファンが付き、巻末が舞井武依の定位置となった。
1回を4ページに収める必要があるため必然的に作品は高密度になり、物語もハイペースで進む。細かくオチを付けたり、登場人物が割とすぐに極端な行動に走りやすいといったスタイルも、4ページ漫画という環境が育んだと言える。
背景として凝った世界設定を行なっている事が窺えるが、それを説明するような誌面の余裕が無いため、本編は物語に集中している。しかし、これは作品としてはむしろ望ましいバランスと言える。単行本には設定の解説を収録しているものがある。
デビュー当時は極めて健全な作風だったが、発表媒体の影響か、または読者層への配慮か、次第にきわどいネタが出てくるようになる。基本的に冗談の範囲内ではあるが、人造人間ゾンビーナの博士が口走る奇言に至っては成年向けフィクションに慣れ親しんだ読者以外には理解が困難かも知れない。
あかほりさとるが舞井作品のファンだったことから、1997年に二人の共同企画という形でラジオドラマ『超々学園アカデミニャン』が放送された。

## 作品リスト
- 魔王の子供達
- THE U スピリット
- 魔法少女大作戦!
- 怪獣王女
- 人造人間ゾンビーナ
- 超々学園アカデミニャン
- 超伝説民族コロボックルズ
- 子虎怪獣大戦争

## 単行本
一つの作品が複数の単行本に分散して収録されている場合があるため、注意が必要。
| 単行本名                             | 出版社       | 発売日  | ISBN               | 収録内容（表題作は除く）                                                      |
| ------------------------------------ | ------------ | ------- | ------------------ | ----------------------------------------------------------------------------- |
| 魔王の子供達                         | 大洋図書     | 1990-11 | ISBN 4-88672-528-7 |                                                                               |
| 魔王の子供達の逆襲                   | 辰巳出版     | 1991-01 | ISBN               |                                                                               |
| 魔王の子供達PLUS                     | 辰巳出版     | 1991-09 | ISBN               |                                                                               |
| 怪獣王女                             | 白夜書房     | 1993-10 | ISBN 4-89367-362-9 | THE U スピリット #1-11、魔法少女大作戦! #1-11、表題作は描き下ろし16ページのみ |
| 魔王の子供達ヴィクトリー             | 辰巳出版     | 1994-05 | ISBN 4-88641-107-X | 途中からまくします編                                                          |
| 真・怪獣王女                         | 白夜書房     | 1995-07 | ISBN 4-89367-481-1 |                                                                               |
| 超々学園アカデミニャン               | 白夜書房     | 1997-04 | ISBN 4-89367-529-X | 人造人間ゾンビーナ #1-20                                                      |
| 魔王の子供達COMPLETE                 | 白夜書房     | 1998-05 | ISBN 4-89367-560-5 | 既刊の再録、カラー復活                                                        |
| 魔王の子供達ザ・ネクスト・ミレニアム | コアマガジン | 1999-07 | ISBN 4-87734-279-6 | 超伝説民族コロボックルズ #1-6、人造人間ゾンビーナ #21-26、子虎怪獣大戦争 #1-5 |
| 怪獣王女Chronicle                    | コアマガジン | 2002-02 | ISBN 4-87734-497-7 |                                                                               |